# Мухаммед ибн Тугдж аль-Ихшид
Абу́ Бакр Муха́ммед ибн Тугдж ибн Джуф аль-Ихши́д (араб. محمد بن طغج الإخشيد‎, 8 февраля 882, Багдад, Аббасидский халифат — 24 июля 946, Дамаск) — аббасидский военачальник, наместник и ихшид Египта, Хиджаза и части Леванта, включая Палестину. Эпоним тюркской династии Ихшидидов.

## Происхождение и ранние годы
О ранних годах жизни Мухаммеда ибн Тугджа известно мало. Согласно биографическому словарю, составленному Ибн Халликаном, он родился 8 февраля 882 года в Багдаде, столице Аббасидского халифата, на улице, ведущей к воротам Эль-Куфы. Его семья происходила из тюрков Ферганской долины в Трансоксиане и претендовала на происхождение от ханов: именем одного из его предков было «Каган», что является тюркским царским титулом. Дед Мухаммеда Джуф покинул долину чтобы поступить на службу к халифу Аббасидов в Самарре, как и отец Ахмада ибн Тулуна, основателя династии Тулунидов. Джуф и его сын, отец Мухаммеда Тугдж служили Аббасидам, а последний позже поступил на службу к Тулунидам, когда они стали автономными правителями Египта и части Сирии. Тугдж служил в Тулунидском султанате наместником Тверии (столица округа Иордания), Алеппо (столица округа Кинассрин) и Дамаска (столица одноимённого округа). Он сыграл важную роль в отражении нападения карматов на город, которое случилось в 903 году. Хотя в битве войска халифата потерпели поражение, Джуфу удалось удерживать сам Дамаск в течение семимесячной осады, пока из Египта не прибыло подкрепление, и карматы не были изгнаны. В ходе этих событий Мухаммед находился вместе с отцом — как его заместитель на посту наместника и как полководец и помощник в командовании войсками.
После смерти сына Ибн Тулуна Хумаравейха в 896 году государство Тулунидов стало быстро разрушаться изнутри и не смогло оказать серьёзного сопротивления, когда в 905 году Аббасиды предприняли попытку восстановить восстановить свой контроль над Сирией и Египтом. Тугдж перешёл на сторону халифата, благодаря чему сохранил за собой титул наместника Алеппо. Аббасидский военачальник вскоре пал жертвой интриг, и Тугдж вместе с сыновьями Мухаммедом и Убайдаллахом были заключены за решётку в Багдаде. Тугдж скончался в темнице в 906 году, а его сыновей вскоре освободили. Братья участвовали в дворцовом перевороте в декабре 908 года, в ходе которого заговорщики пытались свергнуть халифа Аль-Муктадира и посадить на престол его старшего брата Абдуллаха. Хотя попытка провалилась, Мухаммед и его брат смогли отомстить за своё заключение аббасидскому визирю Аль-Аббасу ибн аль-Хасану аль-Джарджараи, которого они убили с помощью Хусейна ибн Хамдана. После провала переворота все трое бежали: Ибн Хамдан вернулся в свою родную Верхнюю Месопотамию, Убайдаллах бежал на восток, к эмиру Азербайджана Юсуфу ибн Абу-с-Саджу, а Мухаммед — в Сирию.
В июне 910 года, находясь в Сирии, Мухаммед поступил на службу к налоговому инспектору местных провинций Абу-а Аббасу аль-Бистаму, после скорой смерти которого продолжил служить его сыну. Там он привлёк внимание наместника Дамаска Такина аль-Хазари, который сделал его управляющим земель за рекой Иордан со столицей в Аммане. В 918 году Мухаммед спас караван паломников от налётчиков-бедуинов. Среди совершавших хадж была одна из фрейлин матери Аль-Муктадира. Благодаря этому положение Мухаммеда при аббасидском дворе заметно улучшилось. Два года спустя Мухаммед приобрёл влиятельного покровителя, который недолгое время служил под командованием аббасидского главнокомандующего — греческого евнуха Му’ниса ал-Хадима, когда он прибыл чтобы защитить Египет от фатимидского вторжения. Во время кампании Ибн Тугдж командовал лучшими отрядами египетской армии.
Когда в 923 году аль-Хазари вернулся в Египет, получив должность аббасидского наместника, Ибн Тугдж присоединился к нему, однако пять лет спустя они поссорились из-за того, что аль-Хазари отказался предоставить Мухаммеду пост наместника Александрии. Тогда Ибн Тугдж сбежал из Фустата и смог добиться от Багдада назначения на пост наместника Палестины. Правивший тогда ар-Рашиди перебрался в Дамаск. По словам историка Йере Бакарака, эта уступка может объясняться наличием у Мухаммеда значительной военной силы. Три года спустя ар-Рашиди вернулся в Рамлу как подчинённый Ибн Тугджа. Оба этих назначения, вероятно, были организованы Му’нисом ал-Хадимом, который в то время находился в зените своей власти и политического влияния в халифате.

## Приход к власти в Египте
Аль-Хазари скончался в марте 933 года. На его место был назначен его сын, Мухаммед, но он не смог утвердиться в регионе. В августе того же года новым наместником Египта был назначен Мухаммед ибн Тугдж, но это назначение отменили через месяц, ещё до того, как военачальник успел добраться до Египта. На его место был назначен Ахмад ибн Кайгалаг, военачальник также тюркского происхождения. Время отзыва Ибн Тугджа совпало с арестом и последующим убийством Му’ниса ал-Хадима халифом Аль-Кахир Биллахом, которое произошло 22 сентября 933 года. Из-за этого историки предполагают, что назначение Мухаммеда наместником Египта организовал именно влиятельный грек. Тот факт, что аль-Кахир послал евнуха по имени Бушри, чтобы заменить Ибн Тугджа в Дамаске после низложения Му’ниса также подтверждает взаимосвязь. Бушри смог стать правителем Алеппо, но Ибн Тугж воспротивился произошедшему, победил евнуха и взял его в плен. Затем халиф обвинил Ахмада ибн Кайгалага в принуждении Ибн Тугджа к сдаче, но, хотя Ахмад выступил против Ибн Тугджа, оба избежали прямой конфронтации. Вместо этого они встретились и достигли соглашения о взаимной поддержке, поддерживая статус-кво.

### Первичные источники
- Aḥmad ibn ʻAlī Maqrīzī. Towards a Shi'i Mediterranean Empire: Fatimid Egypt and the Founding of Cairo The Reign of Imam-Caliph al-Muʿizz, from al-Maqrīzī's Ittiʿāẓ al-ḥunafāʾ / ed. and trans. by Shainool Jiwa, Institute of Ismaili Studies. — London; New York; Toronto: I.B. Tauris; Distributed in the United States of America and in Canada exclusively by Palgrave Macmillan, 2009. — 238 p. — (Ismaili texts and translations series (Institute of Ismaili Studies), vol. 11). — ISBN 978-1-845-11960-7. — ISBN 1-845-11960-6.
- Ibn Khallikan. Al-Ikhshid // Ibn Khallikan’s Biographical Dictionary  / edited and translated by William McGuckin de Slane[англ.]. — Paris: Oriental translation fund of Great Britain and Ireland, 1868. — Vol. III. — P. 216—224.

### Вторичные источники
Книги
- Bianquis Thierry. Autonomous Egypt from Ibn Ṭūlūn to Kāfūr, 868–969 // The Cambridge History of Egypt (англ.) / ed. by Carl F. Petry. — Cambridge: Cambridge University Press, 1998. — P. 86—119. — 666 p. — ISBN 0-521-47137-0.
- Halm Heinz. Das Reich des Mahdi: Der Aufstieg der Fatimiden. — München: C.H.Beck, 1991. — 470 S. — ISBN 3-406-35497-1. — ISBN 978-3-406-35497-7.
- Gordon Matthew S. The Breaking of a Thousand Swords: A History of the Turkish Military of Samarra (A.H. 200–275/815–889 C.E.). — illustrated ed. — Albany, N.Y.: State University of New York Press, 2001. — 324 p. — ISBN 0-791-44795-2. — ISBN 978-0-791-44795-6.
- Kennedy Hugh N. The Prophet and the Age of the Caliphates: The Islamic Near East from the Sixth to the Eleventh Century. — London; New York: Routledge, 2015. — 382 p. — (A History of the Near East). — ISBN 978-1-317-37639-2.

Статьи
- Bacharach Jere L. The Career of Muḥammad Ibn Ṭughj Al-Ikhshīd, a Tenth-Century Governor of Egypt (англ.) // Speculum. — Chicago: University of Chicago Press, 1975. — Vol. 50, no. 4. — P. 586—612. — ISSN 0038-7134. — doi:10.2307/2855469. — JSTOR 2855469.
- Muḥammad b. Ṭug̲h̲d̲j̲ / Bacharach Jere L. // Encyclopaedia of Islam. 2nd ed :  [англ.] : in 12 vol. / edited by C. E. Bosworth; E. van Donzel; W. P. Heinrichs & Ch. Pellat. Assisted by F. Th. Dijkema (pp. 1—384), P. J. Bearman (pp. 385—1058) and S. Nurit. — Leiden : E.J. Brill, 1993. — Vol. 7. — P. 411. (платн.)